# Fabio Terrenzio
Fabio Terrenzio (Pescara, 12 de setembre del 1985) és un ciclista italià, que fou professional des del 2008 al 2010.

## Palmarès
- 2006
  - 1r al Trofeu Salvatore Morucci
- 2007
  - 1r al Trofeu Salvatore Morucci
- 2011
  - Vencedor d'una etapa a la Volta a Eslovàquia